# Hispania F111
HRT F111 — гоночний автомобіль з відкритими колесами іспанської команди Формули-1 Hispania Racing F1 Team, розроблений для виступу в сезоні 2011 року.

## Історія
Перші зображення комп'ютерної моделі F111 з'явилися на офіційному вебсайті команди 8 лютого 2011 року. Новий корпоративний дизайн команди був створений німецьким дизайнером-футуристом Даніелем Симоном.
11 березня 2011 нова машина була представлена на трасі Каталунья під час заключних тестів перед початком сезону.
Команді не вдалося випробувати нову машину на трасі до початку сезону через відсутність деталей і дебют F111 має відбутися вже по ходу першого Гран-прі сезону в Мельбурні.